# Santa Maria in Caput Portici
Santa Maria in Caput Portici, även benämnd Santa Maria in Capite Portici, var en kyrkobyggnad i Rom, helgad åt Jungfru Maria. Kyrkan var belägen i närheten av Petersplatsen i Rione Borgo.
Kyrkans tillnamn ”Caput Portici”, av latinets caput, ”huvud”, och porticus, ”portik”, anger att den var belägen vid portikens början; det är dock osäkert vilken portik som anses.

## Kyrkans historia
Kyrkan uppfördes under påve Stefan II (752–757); till denna kyrka knöts en diaconia, det vill säga en välgörenhetsinrättning. 
Påve Hadrianus I (772–795) lät restaurera kyrkan och påve Leo III (795–816) gjorde flera donationer till kyrkan med dess diaconia.
Den tyske arkeologen Christian Hülsen hävdar, att kyrkan omnämns i en bulla promulgerad av påve Leo IV den 10 augusti 854 som ”S. Mariae in oratorio quae est in capo de portico”. Efter år 1000 saknas omnämnanden om kyrkan och Hülsen drar då slutsatsen att kyrkan revs kort efter år 1000. De italienska arkeologerna Pasquale Adinolfi och Mariano Armellini menar, att Santa Maria in Caput Portici var identisk med Santa Maria in Traspontina; denna teori avvisas helt av Hülsen.